# Tatsuya Tanaka (1992)
Tatsuya Tanaka (田中 達也 Tanaka Tatsuya?, Fukuoka, Fukuoka, 9 de junio de 1992) es un futbolista japonés que juega como centrocampista en el Ratchaburi F. C. de la Liga de Tailandia.

## Trayectoria

### Clubes
| Club             | País      | Año       |
| ---------------- | --------- | --------- |
| Roasso Kumamoto  | Japón     | 2011      |
| Roasso Kumamoto  | Japón     | 2013      |
| Roasso Kumamoto  | Japón     | 2015-2018 |
| FC Gifu (cedido) | Japón     | 2016      |
| Gamba Osaka      | Japón     | 2019      |
| Oita Trinita     | Japón     | 2019-2020 |
| Urawa Reds       | Japón     | 2021      |
| Avispa Fukuoka   | Japón     | 2022-2024 |
| Ratchaburi F. C. | Tailandia | 2024-     |

## Palmarés

### Títulos nacionales
| Título             | Club           | País  | Año  |
| ------------------ | -------------- | ----- | ---- |
| Copa del Emperador | Urawa Reds     | Japón | 2021 |
| Copa J. League     | Avispa Fukuoka | Japón | 2023 |